# Can Palau (Agullana)
Can Palau és una obra del municipi d'Agullana (Alt Empordà) inclosa en l'Inventari del Patrimoni Arquitectònic de Catalunya.

## Descripció
Es tracta d'una gran masia situada a uns dos-cents metres del nucli, de planta rectangular, formada per diferents cossos, amb cobertes a dos i a un vessant, de planta baixa, pis i golfes. Aquesta casa es troba en un desnivell que es salva a través d'unes voltes d'arc de mig punt, que forma una terrassa al primer pis de la casa. Tot i que la casa ha estat restaurada recentment, conserva el seu paredat original, gairebé en la seva totalitat, de pedres sense escairar. La major part de les obertures han patit canvis en aquest procés de restauració, motiu pel qual molt poques conserven els carreus originals. La façana posterior de l'edifici principal està arremolinada, i té una escala que dona a una terrassa. Aquesta construcció és d'època contemporània i es va fer durant la restauració de la resta de la casa.